# Pearl White
Pearl Fay White (Green Ridge, Missouri, Estados Unidos, 4 de março de 1889 — Neuilly, França, 4 de agosto de 1938) foi uma atriz de cinema estadunidense, que alcançou fama na era do filme mudo, mais especificamente pela personagem principal em The Perils of Pauline, um dos primeiros seriados estadunidenses.

## Início da carreira

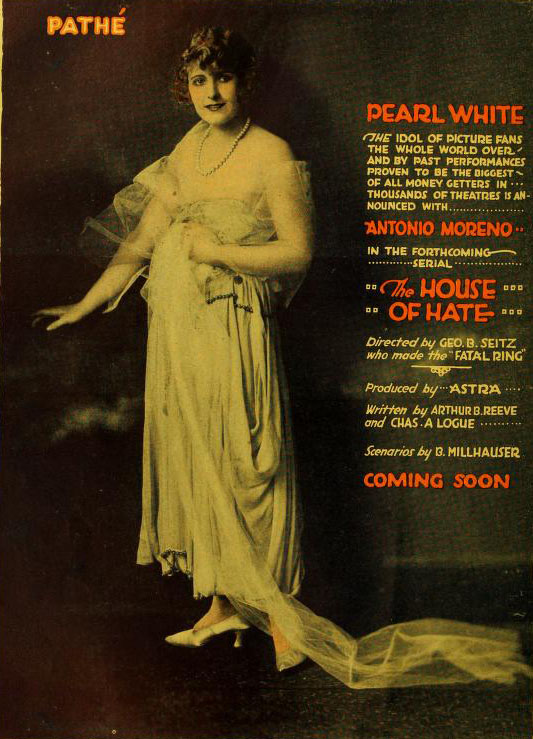
Pearl White em The House of Hate, em 1918.

White nasceu em Green Ridge, Missouri e viveu em uma fazenda, ao lado de 4 irmãos. Seus pais, Edgar e Inez White, mudaram-se para Springfield, Missouri, onde ela cresceu interessando-se, frequentemente, pelo cinema. Ela começou atuando no Diemer Theater Company, em Commercial Street, durante a época de estudante. Em 1907, aos 18 anos, ela seguiu com a Trousedale Stock Company, atuando em shows para ajudar, financeiramente, sua família. Naquele ano, ela casou com o ator Victor Sutherland, mas posteriormente houve a separação e o divórcio.
White fez pequenos papéis durante alguns anos, enquanto trabalhava para a Powers Film Company, em Nova Iorque. Ela declarou ter trabalhado em Cuba por algum tempo, sob o nome Miss Mazee, cantando canções norte-americanas em um salão. Seu trabalho como cantora a levou para a América do Sul, onde atuou em casinos e salões. Em 1910, White teve problemas com sua garganta, e sua voz começou a falhar durante suas atuações. Ela fez sua estreia no cinema naquele ano, para a Pat Powers Film Company, no Bronx, em Nova York.

## Carreira
Em 1910, a Pathé Studios ofereceu a White um papel em The Girl From Arizona, o primeiro filme Americano da companhia francesa produzido em seu novo estúdio, em Bound Brook, New Jersey.
Posteriormente White trabalhou para o Lubin Studios e fez vários outros papéis em filmes independentes, até que a Crystal Film Company, em Manhattan, ofereceu-lhe o papel principal em alguns filmes de curta-metragem.
Em 1914, o diretor da Pathé Studios, Louis J. Gasnier, ofereceu para a estrela o papel principal em The Perils of Pauline, um filme baseado em uma história de Charles W. Goddard, em que a personagem "Pauline" envolvia-se em cenas de ação, consideradas ideais para o porte atlético da atriz. The Perils of Pauline transformou White em uma celebridade, e o enorme sucesso fez com que ela protagonizasse em seguida The Exploits of Elaine.
Voos em aeroplanos, corridas de carro, nados através de rios e outros feitos transformaram White no maior sucesso dos seriados da época. Ela fez grande parte das cenas de perigo, sofrendo vários acidentes e lesões, fato que a levou, posteriormente, a utilizar dublês para os papéis mais perigosos.

## Vida pessoal

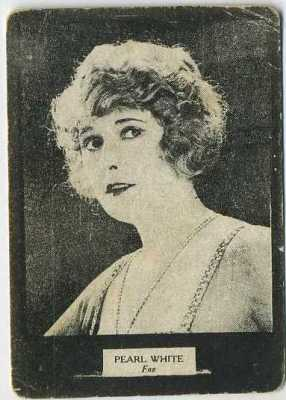
Card de Pearl White

Pearl White era uma mulher rica quando, em 1919, casou com o veterano da Primeira Guerra Mundial Major Wallace McCutcheon, Jr. (1880-1928), um ator, diretor e cinematografista. O casamento, porém, acabou, e se divorciaram em 1921; dois anos depois, White fez seu último filme americano.
Influenciada por seus amigos franceses da Pathé Studios, White foi levada a participar da Montparnasse Quarter, em Paris. Enquanto Morava na França, ela fez o último filme para seu amigo, o diretor belga Edward José, que a dirigira em vários seriados. Filmes mudos começaram a ser feitos naquele país, e como White era uma estrela reconhecida, recebeu a oferta de alguns papéis, porém escolheu atuar no palco, em uma produção da Montmartre, “Tu Perds la Boule” (You Lost the Ball). Em 1925, ela aceitou um papel com o comediante Max Wall em "London Review", no Lyceum Theatre, em Londres.
A infância pobre de White a levou a economizar o seu dinheiro. Como ótima mulher de negócios, investiu em uma casa noturna parisiense de sucesso, um resort hotel/cassino em Biarritz, mais um lucrativo estábulo de cavalos de corrida thoroughbred. Vivendo em uma moderna mansão no subúrbio parisiense de Passy, ela também possuía uma casa de campo em Rambouillet. Envolveu-se com Theodore Cossika, um empresário grego que compartilhava seu gosto por viagens. Juntos, compraram uma casa no Cairo, Egito, e White viajou com ele pelo Oriente Médio. Após voltar à França, White fez apenas mais um filme, Terreur (ou The Perils of Paris) (1924/ 1925).
White estrelou algumas peças populares do Montmartre Music Hall, em Paris, e fez uma temporada londrina com George Carney, retirando-se posteriormente.

## Alcoolismo e morte

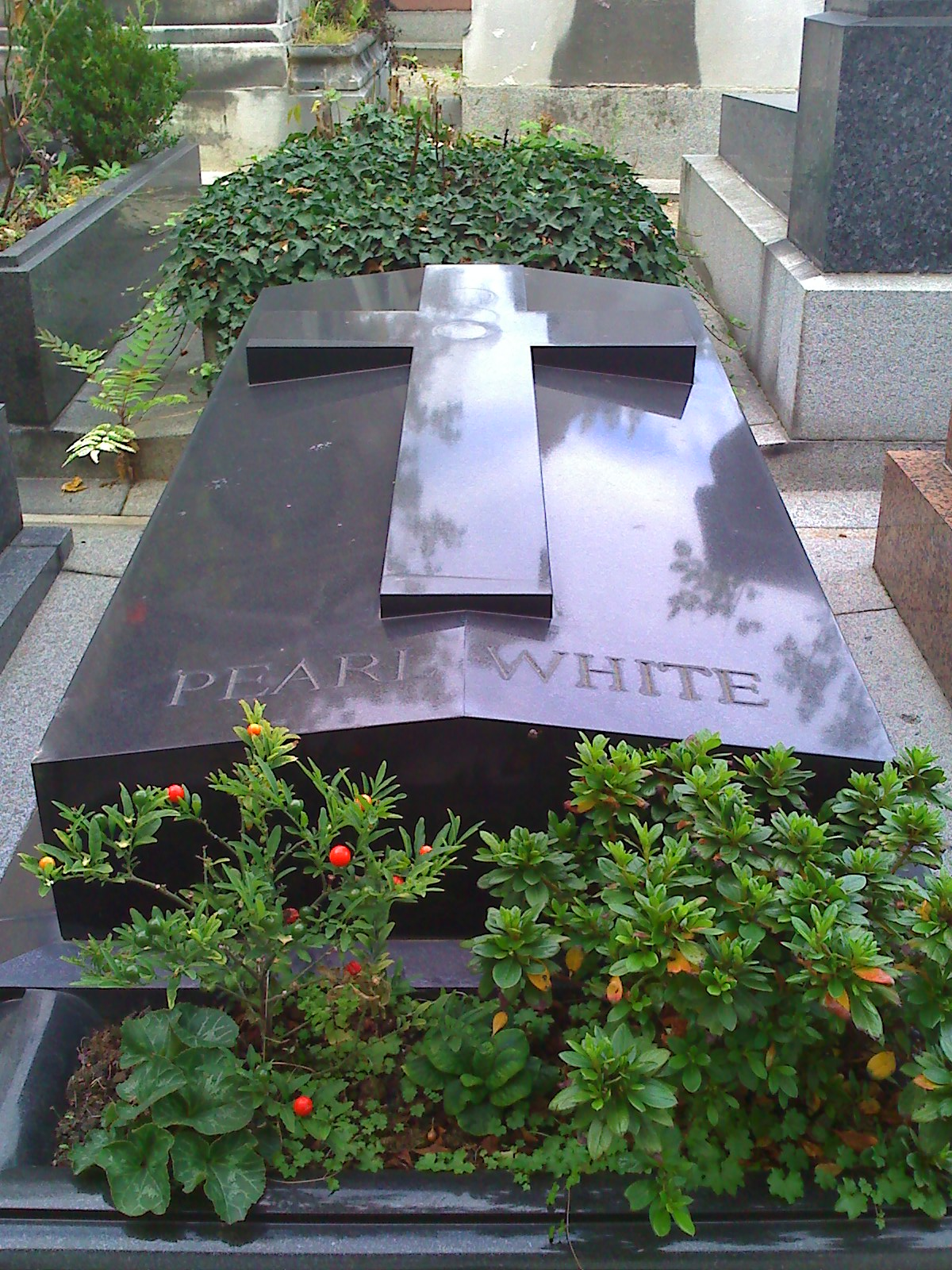
Sepultura de Pearl White

Através dos anos, White foi aumentando o abuso de bebida alcoólica, possivelmente devido às dores crônicas causadas pelos acidentes de filmagem. Foi hospitalizada em 1933, o que a levou ao vício de drogas usadas para acalmar o sofrimento. Nos últimos anos, sob efeito de degeneração alcoólica, morreu de cirrose aos 49 anos em 4 de agosto de 1938, no Hospital Americano no subúrbio de Neuilly, França. Foi enterrada no Cemitério de Passy.

## Legado
Pearl White tem sua importância na história do cinema por ter participado da evolução dos papéis femininos. The Perils of Pauline só é conhecido em uma versão reduzida lançada na Europa em 1916, mas The Exploits of Elaine sobreviveu e foi selecionado para preservação na National Film Registry dos Estados Unidos. Todos os seus filmes foram feitos na East Coast Studios, e acredita-se que White jamais visitou Hollywood, onde foi honrada com uma estrela na Calçada da Fama.
O filme de 1947, da Paramount Pictures, The Perils of Pauline, estrelando Betty Hutton, foi uma biografia ficcional de Pearl White.

## Filmografia

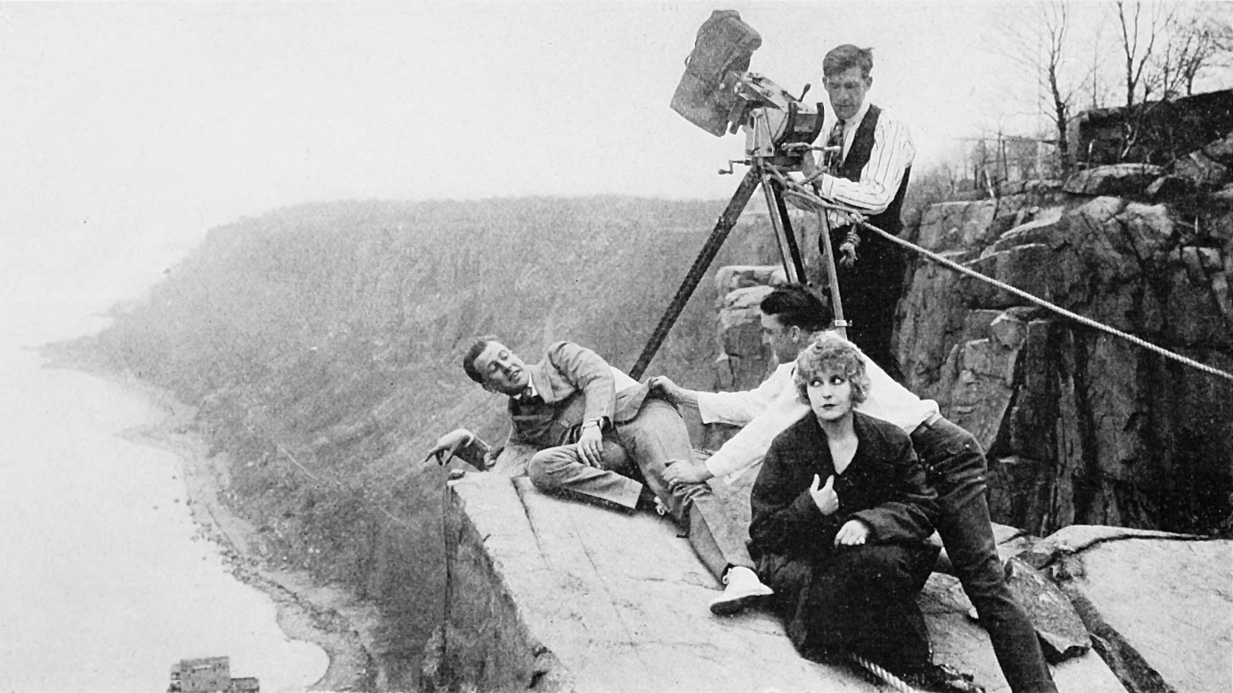
Cena da filmagem do seriado The House of Hate, em 1918, apresentando Pearl White, Antonio Moreno, o diretor George B. Seitz e o cinegrafista Arthur Charles Miller.

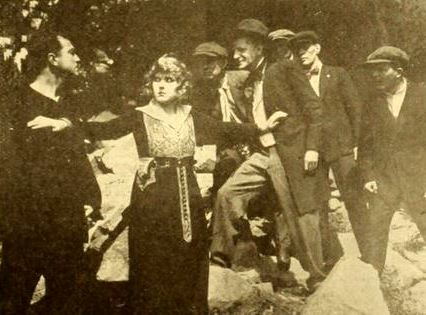
Cena do seriado The Lightning Raider (1919)

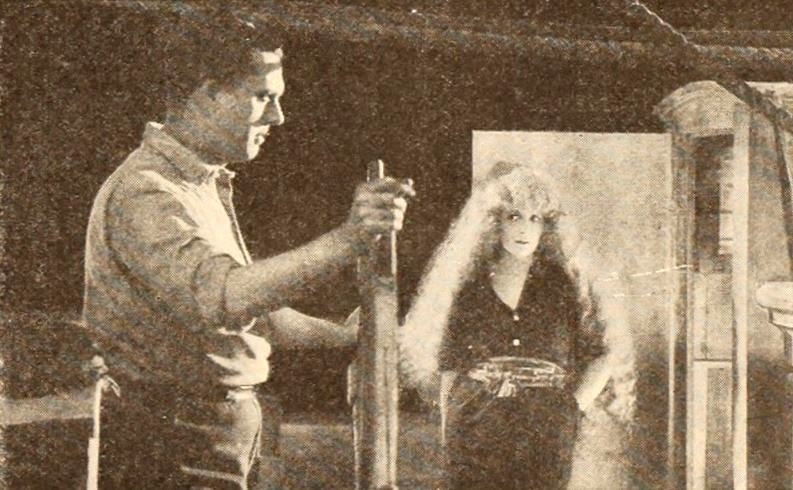
Cena do filme A Virgin Paradise (1921)

| Ano  | Filme                       | Papel                | Notas   |
| ---- | --------------------------- | -------------------- | ------- |
| 1910 | The Horse Shoer's Girl      |                      |         |
| 1910 | The New Magdalene           |                      |         |
| 1911 | An Unforeseen Complication  | A filha do professor |         |
| 1911 | The Stepsisters             | A filha da madrasta  |         |
| 1912 | The Mad Lover               | Ethel Marion         |         |
| 1912 | The Spendthrift's Reform    | A esposa             |         |
| 1913 | Pearl as a Detective        | Pearl                |         |
| 1913 | The Paper Doll              | Alice Wilson         |         |
| 1914 | The Perils of Pauline       | Pauline              | Seriado |
| 1914 | The Exploits of Elaine      | Elaine Dodge         | Seriado |
| 1915 | The New Exploits of Elaine  | Elaine Dodge         | Seriado |
| 1915 | The Romance of Elaine       | Elaine Dodge         | Seriado |
| 1916 | Hazel Kirke                 | Hazel Kirke          |         |
| 1916 | The Iron Claw               | Margery Golden       | Seriado |
| 1916 | Pearl of the Army           | Pearl Date           | Seriado |
| 1917 | Mayblossom                  | Anabel Lee           |         |
| 1917 | The Fatal Ring              | Violet Standish      | Seriado |
| 1918 | The House of Hate           | Pearl Grant          | Seriado |
| 1919 | The Lightning Raider        | The Lightning Raider | Seriado |
| 1919 | The Black Secret            | Evelyn Ereth         | Seriado |
| 1920 | The White Moll              | Rhoda                |         |
| 1920 | The Thief                   | Mary Vantyne         |         |
| 1921 | Know Your Men               | Ellen Schuyler       |         |
| 1921 | A Virgin Paradise           | Gratia Latham        |         |
| 1922 | The Broadway Peacock        | Myrtle May           |         |
| 1922 | Without Fear                | Ruth Hamilton        |         |
| 1923 | Plunder                     | Pearl Travers        | Seriado |
| 1924 | Terreur, ou Perils of Paris | Hélène Aldrich       |         |